# Kediet Ijill
Kediet Ijill (též Kedia d'Idjil či Kediet ej Jill, 915 m n. m.) je hora na plošině Adrar v západní Africe. Leží v severozápadní části Mauritánie na území regionu Tiris Zemmour nedaleko západosaharských hranic. Poblíž se nacházejí města Zouérat a Fderîck. Jedná se o nejvyšší horu Mauritánie. Masiv je bohatý na železnou rudu, která je zde těžena od roku 1962. Místní doly jsou s přístavem v Nuadhibú na pobřeží Atlantiku spojeny Mauritánskou železnicí.